# ماركو أنطونيو روبيو
ماركو أنطونيو روبيو (بالإسبانية: Marco Antonio Rubio)‏ مواليد 16 يونيو 1980 في ولاية كواهويلا، المكسيك، هو ملاكم محترف مكسيكي يصنف ضمن فئة وزن فوق المتوسط.

## إحصائيات
خاض خلال مسيرته 68 نزالا، فاز في 59 وتعادل في 1 وخسر في 8. فاز بالضربة القاضية في 51 نزالا.

## روابط خارجية
- ماركو أنطونيو روبيو على موقع بوكس ريك (الإنجليزية) (registration required)